# Joan Smalls
Joan Smalls Rodriguez (Porto Rico, 11 luglio 1988) è una supermodella portoricana.

## Biografia
Nata e cresciuta a Porto Rico, è figlia di Eric Smalls, contabile di origine africana, e Betzaida Rodriguez, che è una assistente sociale di origine spagnole, indiane e asiatiche. Ha due sorelle e si è laureata all'Università Interamericana di Puerto Rico, in psicologia. Pare sia legata all'imprenditore Bernard Smith.

## Carriera
Joan Smalls comincia la propria carriera nella moda nel 2007 grazie ad un contratto con la Elite Model Management di New York. Nello stesso anno debutta sulle passerelle di Tory Burch e compare nella campagna pubblicitaria di Liz Claiborne. Lavorerà nello stesso anno anche per Ports 1961 (per cui chiude le sfilate, e per cui diventerà il nuovo volto della campagna pubblicitaria dell'anno successivo), Benjamin Cho, L’Wren Scott, Tracy Reese e Heatherette. Nel 2009 la modella lascerà la Elite per firmare un nuovo contratto con la IMG Models.
A febbraio 2008 compare in un servizio di Cosmopolitan e nel video musicale del brano It's Alright di Ricky Martin. Grazie alla popolarità acquisita la Smalls ha modo di essere scelta per le proprie sfilate da Diane von Fürstenberg e James Coviello prima e poi da Anna Sui, Gucci, Burberry, Prada, Yves Saint Laurent e Valentino. Da aprile a giugno 2010 Joan Smalls compare sulle edizioni italiane (fotografata da Steven Meisel), tedesche (fotografata da Patrick Demarchelier) e statunitensi di Vogue, dove viene nominata come "rising star". In seguito sarà fotografata, sempre per varie edizioni di Vogue da Mario Testino e David Sims.

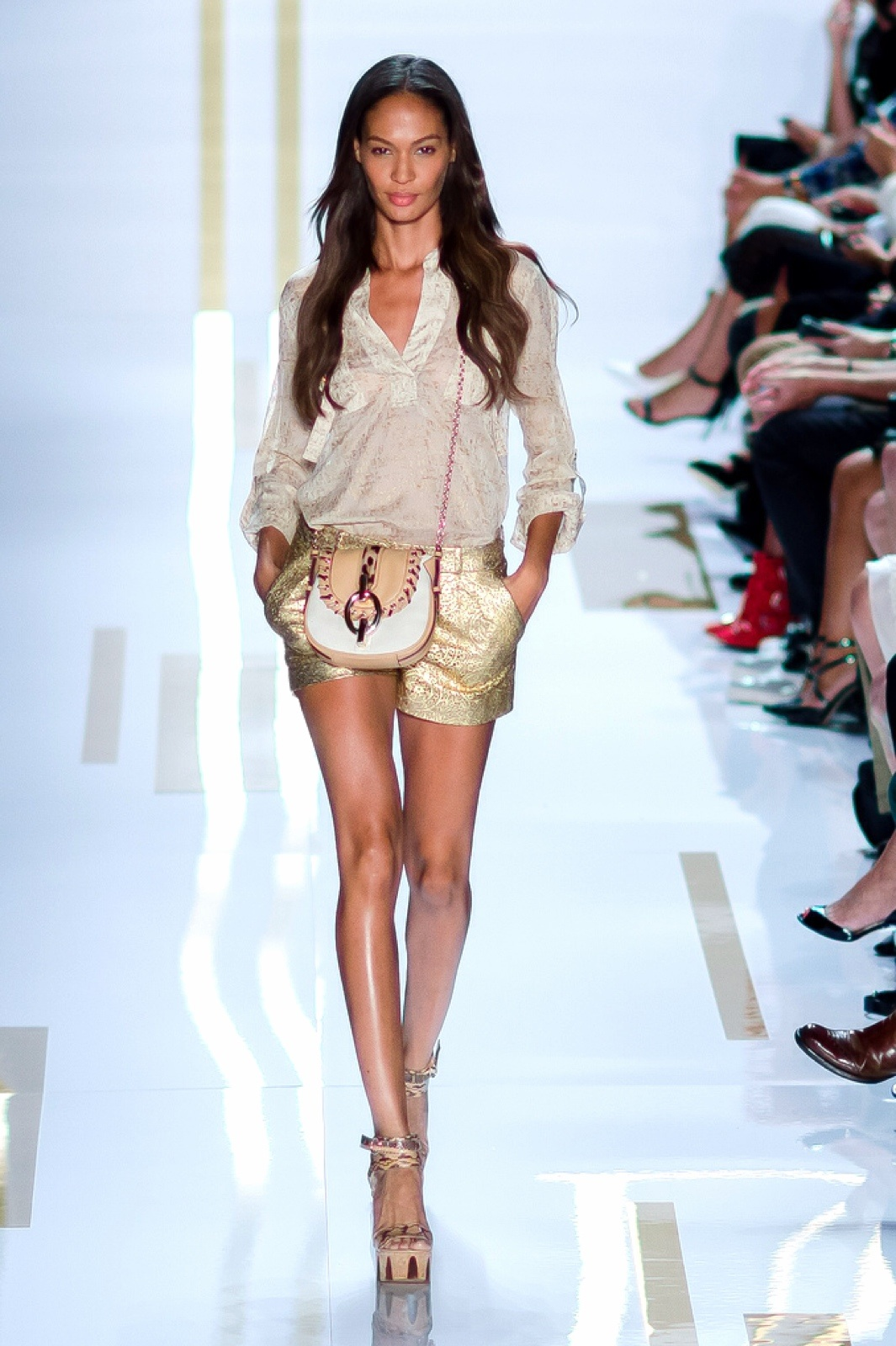
Joan Small in passerella nel 2013.

Nel corso della sua carriera la modella ha lavorato come testimonial per Dillard's, Givenchy e Givenchy eyewear (fotografata da Mert Alas e Marcus Piggott), Gucci, Liz Claiborne, Neiman Marcus, Ports 1961 e Ralph Lauren. È inoltre comparsa sulle copertine sulle edizioni britanniche di i-D, di Bond e di WWD Beauty Biz.
Nel 2011 è la prima modella latina a firmare un contratto come nuova ambasciatrice mondiale di Estée Louder. L'anno successivo si classifica al primo posto come Top 50 Models Women, secondo il sito Models.com. È apparsa nel calendario Pirelli nelle edizioni del 2012 e 2015. Dal 2011 fino al 2016 ha sfilato per il Victoria's Secret Fashion Show.
Nel 2013 viene inserita, dalla rivista Forbes, all'ottavo posto delle modelle più pagate, con un guadagno di 3.5 milioni di dollari, e partecipa al videoclip di Yoncé di Beyoncé accanto alle modelle Chanel Iman e Jourdan Dunn.
Nel marzo 2014 le viene assegnato il primo posto nella classifica relativa alle 50 modelle migliori e più ricercate del periodo che è stata stilata dal sito models.com. Nel 2015 è protagonista della campagna summer di H&M, realizzata dal fotografo Lachlan Bailey, accanto alle modelle Natasha Poly, Adriana Lima e Doutzen Kroes.
Nel 2016 diventa testimonial delle campagne pubblicitarie primavera/estate di Stuart Weitzman, insieme a Lily Aldridge e Gigi Hadid, realizzata da Mario Testino, e viene inserita, dalla rivista Forbes, al decimo posto fra le modelle più pagate, con un guadagno di 4.5 milioni di dollari, mentre il suo patrimonio viene stimato per 16 milioni di dollari. L'anno successivo viene scelta come volto dei costumi da bagno Smart & Sexy, e della campagna autunno/inverno di Liu Jo.
Nel 2018 è tra le protagoniste della campagna pubblicitaria autunno/inverno di Jimmy Choo, accanto alle colleghe Rosie Huntington-Whiteley e Lily Aldridge. Inoltre si classifica all'ottavo posto fra le modelle più pagate dell'anno, con un guadagno di 8.5 milioni di dollari, ex aequo con la collega Bella Hadid.
Nel 2020 è tra le protagoniste della campagna primavera/estate di Max Mara, realizzata da Steven Meisel, e nel mese di marzo è sulla copertina di Vogue Japan.

## Filmografia

### Cinema
- John Wick - Capitolo 2 (John Wick: Chapter 2), regia di Chad Stahelski (2017)
- Come far perdere la testa al capo (Set It Up), regia di Claire Scanlon (2018)

### Televisione
- RuPaul's Drag Race - reality show, episodio 9x11 (2017)

### Videoclip
- It's All Right - Ricky Martin (2006)
- Phoenix - ASAP Rocky (2013)
- Yoncé - Beyoncé (2013)
- Wolves - Kanye West (2016)
- Fuego - Juanes (2017)
- Hermosa Ingrata - Juanes (2017)
- Está Rico - Marc Anthony, Will Smith, Bad Bunny (2018)
- All Mine - Brent Faiyaz (2022)

## Agenzie
- Elite Model Management - New York
- IMG Models - New York, Parigi, Londra, Milano

## Campagne pubblicitarie
- Alexander Wang Do Something Campaign (2015)
- Animale A/I (2018)
- Ann Taylor (2018)
- Balmain P/E (2015) A/I (2015-2016)
- Barneys A/I (2011)
- Benetton P/E (2015)
- Bergdorf Goodman (2012)
- Bloomingdale's (2017)
- BOSS Womenswear (2013)
- Boss P/E (2022)
- Bottega Veneta P/E (2017)
- Brandon Maxwell A/I (2017)
- Calvin Klein Jeans P/E (2012)
- Calvin Klein Underwear Campaign (2015)
- Chanel P/E (2012)
- Chanel Resort (2015)
- David Yurman A/I (2011;2018) P/E (2012)
- Dsquared2 A/I (2015, 2017)
- Ermanno Scervino P/E (2021)
- Estée Lauder (2011-presente)
- Etam P/E (2016)
- Fendi A/I (2012) P/E (2014)
- Gap Holiday (2010;2015)
- Givenchy A/I (2010 e 2012) P/E (2016)
- Gucci A/I (2010-2011 e 2014) P/E (2011)
- Gucci Resort (2013)
- H&M A/I (2012) P/E (2013 e 2015)
- H&M Denim (2013)
- H&M Holiday (2011)
- H&M Spring (2012)
- Holt Renfrew A/I (2018)
- iCB P/E (2014) A/I (2014)
- Jimmy Choo A/I (2018)
- Joe Fresh A/I (2015)
- J. Crew (2015)
- Karl Lagerfeld A/I (2016)
- Lacoste P/E (2012)
- Liu Jo A/I (2017)
- Macy's Holiday (2011)
- Mercedes-Benz (2012)
- Marc Jacobs P/E (2015-2016)
- Max Mara P/E (2020)
- Michael Kors P/E (2017)
- Missoni A/I (2014)
- Moschino P/E (2016) A/I (2019)
- Moschino Gold Fresh Fragrance (2017-presente)
- Miu Miu Resort (2018)
- Neiman Marcus P/E (2014)
- Prabal Gurung P/E (2013 e 2015)
- Rag & Bone DIY A/I (2011)
- Replay (2017)
- Roberto Cavalli P/E (2011)
- Smart & Sexy Summer (2017)
- Stella McCartney P/E (2011)
- Stuart Weitzman P/E (2016)
- Tiffany & Co. (2013)
- Tom Ford P/E (2018)
- Tom Ford Metallique Fragrance (2019)
- Versace P/E (2013)
- Victoria's Secret Fragrances (2021)
- Zara (2025)
- Zimmermann Resort (2022)